# Lago de Cote
El Lago de Cote o Lago de Cóter (también llamado Laguna de Cote por sus escasas dimensiones) es un lago de cráter volcánico de agua dulce con forma de corazón, ubicado en el distrito de Cote, en el cantón de Guatuso, provincia de Alajuela, al noroeste de Costa Rica. Tiene un área de 1.98 km².

## Ubicación
Geográficamente está en las coordenadas 10º34’28” latitud norte
y 84°54’12’’ longitud oeste, en la base oriental de la Sierra Minera de Tilarán, entre los volcanes Tenorio y Arenal. Está a 3 kilómetros al norte del Lago Arenal.
Por su tamaño, es el lago más grande de origen natural del país.

## Datos físicos
Tiene 1.98 km² de espejo de agua (1 km de diámetro), con 1 m de variación del nivel del agua. La profundidad promedio es de 6,30 m. y la máxima es de 18 m. en su zona central. La altitud es de 680 m s. n. m.
El lago ocupa la superficie de un antiguo cráter volcánico extinto (de tipo maar), rellenado por aportes de mantos freáticos superficiales, ríos y precipitaciones pluviales, sirviendo como desagüe natural el río Cote.
Las rocas presentes son piroclastos (cenizas, tobas, arenas y a veces lapilli) que datan de la época del Mioceno del período Terciario.
El cerro Pejibaye al norte (908 m) y las estribaciones de la Sierra Minera de Tilarán al oeste y sur delimitan este embalse con su releve.
La temperatura promedio del agua está entre los 21.9 - 27.9 grados Celsius.

## Usos
Los usos actuales en este lago son la pesca de subsistencia y turismo, sin que se tenga cuantificada la producción o el número de visitantes
anuales.
El Cote también es utilizado para fines de generación de energía con una capacidad de generación de 6.4 MW. y como sitio de conservación.

## Datos ambientales
De acuerdo al Instituto Meteorológico Nacional en 2004, los valores
ambientales para la zona en que se ubica el Cote, son los siguientes:
- Humedad, 85 % promedio anual.
- Precipitación, 1963.1 mm promedio anual.
- Vientos y dirección predominante, Sur
- Temperatura ambiente, 20 °C promedio anual.

## La foto del ovni

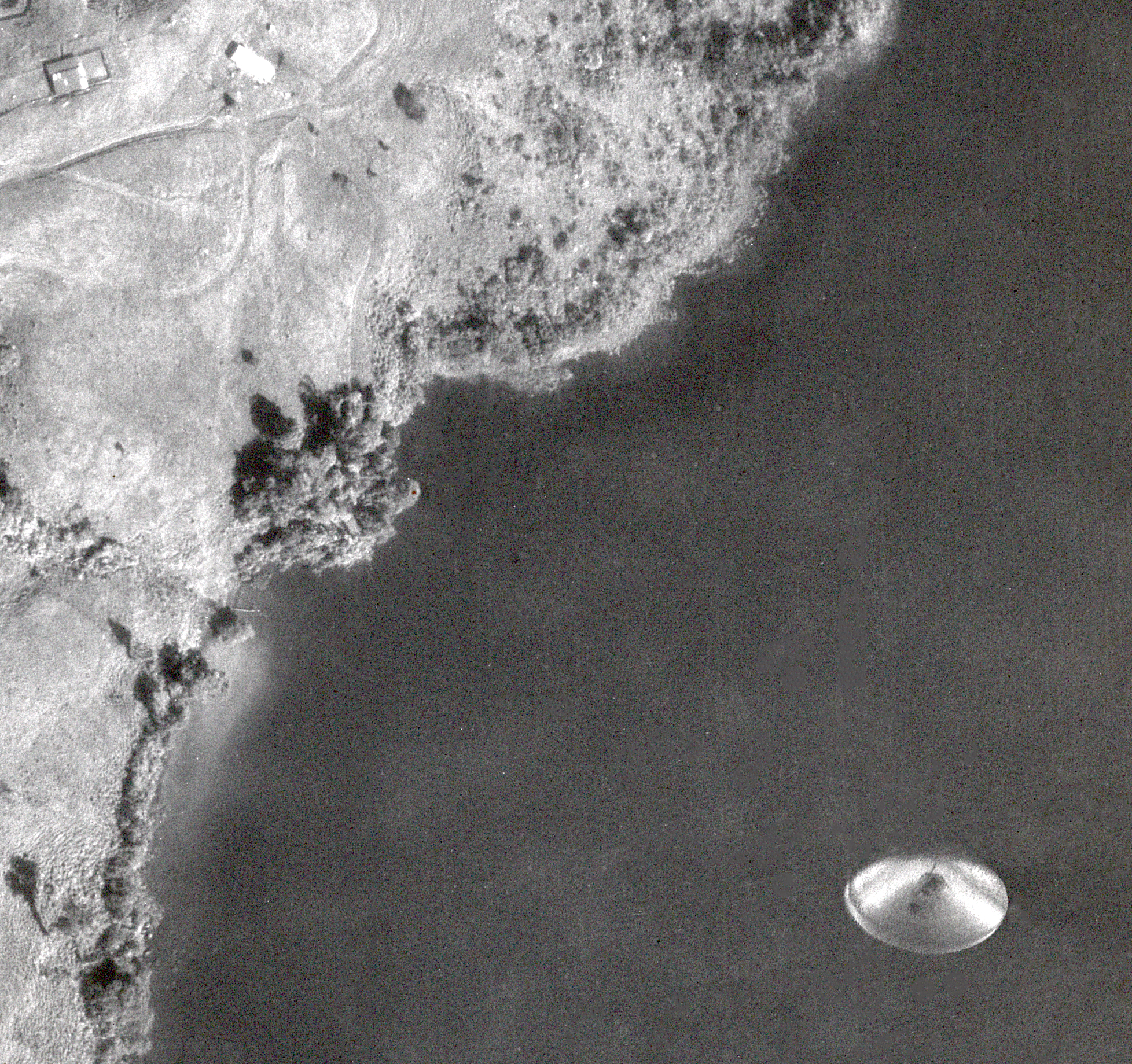
El ovni de Lago Cote. Setiembre de 1971.

El lago se hizo internacionalmente conocido por un hecho muy particular y fortuito. 
El 4 de septiembre de 1971, durante un reconocimiento a bordo de un avión bimotor Aero Commander F680, un equipo de fotografía aérea contratado por el Instituto Geográfico Nacional de Costa Rica capturó la imagen de un aparente ovni sobre el Lago de Cote. La imagen se volvió famosa y llegó a ser considerada como una de las mejores fotografías de ovnis conocidas.Los más escépticos sugieren que puede tratarse tan sólo de la estela de un barco.